# (797) Montana
(797) Montana – planetoida z pasa głównego asteroid okrążająca Słońce w ciągu 4 lat i 14 dni w średniej odległości 2,53 au. Została odkryta 17 listopada 1914 roku w Hamburg-Bergedorf Observatory w Bergedorfie przez Holgera Thiele. Nazwa pochodzi od łacińskiej formy mons (góry) i nawiązuje do położenia Bergedorfu (dzielnicy Hamburga) i obserwatorium w którym została odkryta. Przed nadaniem nazwy planetoida nosiła oznaczenie tymczasowe (797) 1914 VR.